# 萨维尼 (罗讷省)
萨维尼（法語：Savigny，法語發音：[saviɲi] ⓘ）是法国罗讷省的一个市镇，属于索恩河畔自由城区。

## 地理
萨维尼（45°48'57"N, 4°34'27"E）面积21.42 平方千米，位于法国奥弗涅-罗讷-阿尔卑斯大区罗讷省，该省份为法国中东部省份，北起顺时针与索恩-卢瓦尔省、安省、里昂大都会、伊泽尔省和卢瓦尔省接壤。
与萨维尼接壤的市镇（或旧市镇、城区）包括：比利、昂西、拉尔布雷勒、贝斯奈、舍维奈、桑贝勒、圣罗曼德波佩。

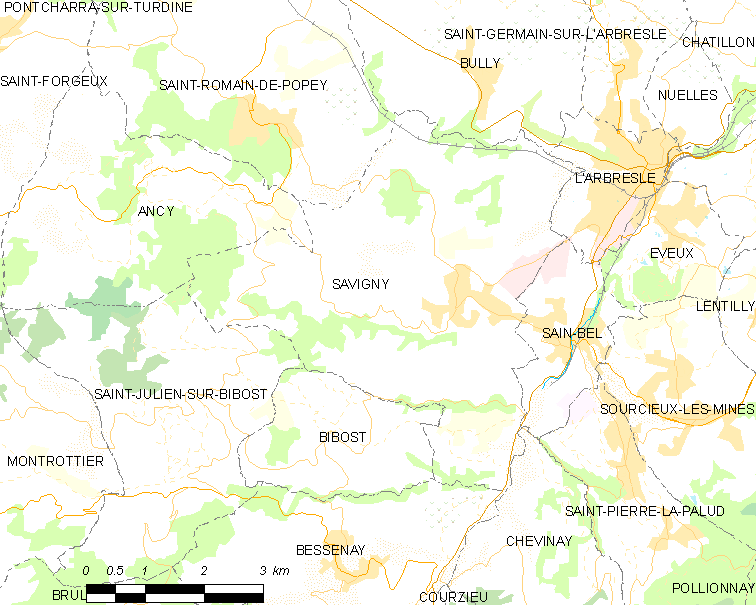
的OSM定位图

萨维尼的时区为UTC+01:00、UTC+02:00（夏令时）。

## 行政
萨维尼的邮政编码为69210，INSEE市镇编码为69175。

## 政治
萨维尼所属的省级选区为拉尔布雷勒县。

## 人口

1962-2008年间人口变化图示

萨维尼于2022年1月1日时的人口数量为1970人。